# Murder on the Orient Express (1974)
Murder on the Orient Express é um filme britânico de 1974, dos gêneros suspense e policial, realizado por Sidney Lumet. O roteiro ou guião foi baseado no livro Murder on the Orient Express, de Agatha Christie, publicado em 1934. Em 2001 foi feita uma versão para a televisão de mesmo nome'.

## Sinopse
Istanbul, no ano 1935. Nada menos que um telegrama aguarda Hercule Poirot (Albert Finney) na recepção do hotel em que se hospedaria, na Turquia, requisitando seu retorno imediato a Londres. O detetive belga, então, embarca às pressas no Expresso do Oriente, inesperadamente lotado para aquela época do ano. O trem expresso, porém, é detido a meio caminho da Iugoslávia por uma forte nevasca, e um passageiro com muitos inimigos é brutalmente assassinado durante a madrugada. Caberá a Poirot descobrir quem entre os passageiros teria sido capaz de tamanha atrocidade, antes que o criminoso volte a atacar ou escape de suas mãos.

## Elenco
- Albert Finney .... Hercule Poirot
- Lauren Bacall .... Sra. Hubbard
- Martin Balsam .... Bianchi
- Ingrid Bergman .... Greta Ohlsson
- Anthony Perkins .... Hector McQueen
- Jacqueline Bisset .... Condessa Andrenyi
- Jean-Pierre Cassel .... Pierre Paul Michel
- Sean Connery .... Coronel Arbuthnott
- John Gielgud .... Beddoes
- Wendy Hiller .... Princesa Dragomiroff
- Vanessa Redgrave .... Mary Debenham
- Rachel Roberts .... Hildegarde Schmidt
- Richard Widmark .... Ratchett
- Michael York .... Conde Andrenyi
- Colin Blakely .... Dick Hardman
- George Coulouris .... Dr. Constantine
- Dennis Quilley .... Foscarelli

## Prémios e nomeações
Óscar
- Venceu na categoria de melhor atriz coadjuvante (Ingrid Bergman), além de ser indicado nas categorias de melhor ator (Albert Finney), melhor roteiro adaptado, melhor fotografia, melhor figurino e melhor trilha sonora - drama.

BAFTA
- Ganhou três prêmios no BAFTA, nas categorias de melhor ator coadjuvante (John Gielgud), melhor atriz coadjuvante (Ingrid Bergman) e melhor trilha sonora. Recebeu ainda outras sete indicações, nas categorias de melhor filme, melhor Diretor, melhor ator (Albert Finney), melhor direção de arte, melhor fotografia, melhor edição e melhor figurino.